# Larry Spriggs
Larry Spriggs é um ex-jogador de basquete norte-americano que foi campeão da Temporada da NBA de 1984-85 jogando pelo Los Angeles Lakers.